# Automeris laticinctus
Automeris laticinctus är en fjärilsart som beskrevs av Eugène Louis Bouvier 1930. Automeris laticinctus ingår i släktet Automeris och familjen påfågelsspinnare. Inga underarter finns listade i Catalogue of Life.